# グッドバイ (スパイス・ガールズの曲)
「グッドバイ」（Goodbye）は、イギリスの女性歌手グループ、スパイス・ガールズの9枚目のシングル（アメリカでは7枚目にあたる）。また、1998年5月にメンバーのジェリが脱退して4人になってから初めてリリースしたシングルでもある。

## 概説
作詞作曲はスパイス・ガールズの代表曲をほとんど担当しているリチャード・スタッナードとマット・ロウ、そしてスパイス・ガールズのメンバーによるものである。歌詞はジェリの脱退前に書かれたものだが、ソロに専念したいとグループを去った彼女への賞賛の意を込められているように読める。彼女たちの3枚目のアルバム『フォーエヴァー』にも収録されている。
カナダでは絶大な人気を誇り、同国のチャートでは16週間1位をマーク。1990年代に発売されたシングルで3番目の売り上げ記録を残し、1999年に最もよく売れたシングルとなった。

## ミュージック・ビデオ
4人のスパイス・ガールズが別々のリムジンに乗っているところから始まる。とある城に着くと4人で腕を組んで中に入っていく。中にはいくつもの男女のカップルが凍った状態で動かないでいる。そのカップルたちがだんだんと溶けていき、最後には元通りの生活に戻っていってビデオは終わる。

## トラックリスト
- UK CD1

1. "Goodbye (ラジオ・エディット) - 4:20
2. "Christmas Wrapping - 4:14
3. "Goodbye (オーケストラ・バージョン) - 4:14

- UK CD2

1. "Goodbye (シングル・バージョン) - 4:47
2. "Sisters Are Doing It For Themselves (ライブ・バージョン) - 4:22
3. "We Are Family (ライブ・バージョン) - 3:35

- US CD

1. "Goodbye (シングル・エディット) - 4:44
2. "Christmas Wrapping - 4:14
3. "Sisters Are Doing It For Themselves (ライヴ・バージョン) - 4:35
4. "We Are Family (ライブ・バージョン) - 3:22

## チャート
| チャート         | 順位         |
| ---------------- | ------------ |
| イギリス         | 1 （1週間）  |
| カナダ           | 1 （16週間） |
| フィリピン       | 1            |
| U.S. ビルボード  | 11           |
| アイルランド     | 1 （9週間）  |
| フランス         | 21           |
| ドイツ           | 17           |
| オーストリア     | 13           |
| スイス           | 8            |
| スウェーデン     | 2            |
| ノルウェー       | 6            |
| フィンランド     | 2            |
| オーストラリア   | 3            |
| ニュージーランド | 1            |

- UKでの売り上げ83万3500枚
- 世界中でのトータルの売り上げ 250万枚